# Helga Arias
Helga Arias Parra (Bilbao) es una compositora española. Su música se centra en la exploración de las variaciones microscópicas del fenómeno sonoro y de las relaciones entre la resonancia acústica y electrónica.

## Reseña biográfica
Estudió composición en el Real Conservatorio Superior de Música de Granada, ampliando su formación en Milán y Parma con Javier Torres Maldonado. Continuó sus estudios en música electrónica en la Universität für Musik und darstellende Kunst de Viena con el compositor austríaco Karlheinz Essl y de posgrado en composición en la Kunstuniversität Graz con Beat Furrer.
Ha recibido clases de compositores como Kaija Saariaho, Chaya Czernowin, Georg Friedrich Haas, Toshio Hosokawa, Pierluigi Billone, Isabel Mundry, Mark André, Alberto Posadas y Gabriel Erkoreka, entre otros y participado en varias masterclass con Helmuth Lachenmann, Wolfgang Rihm, Philippe Manoury, José María Sánchez Verdú o Daniel Teruggi.
Sus obras han sido interpretadas en distintos países de Europa, América y Asia, como en el ISCM World Music Days en Tongyeong (Corea del Sur ), Centre Pompidou de Paris, Donaueschinger Musiktage (Next Generation), DRK Singapore, CMC Toronto, Konzerthaus  de Berlín, Festival Mixtur de Barcelona, Atlantic Music Festival de Maine, Foro Internacional de Musica Nueva (México), Domaine Forget (Nouvelle Ensemble Modern) Canadá, Casa del Suono di Parma (Italia), Etchings Festival (Francia), Echoraum Vienna, Experimentalstudio Academy de la SWR, Friburgo, 3rd International Forum for Young Composers (Sond'ar-te, Electrinc Ensemble) en Cascais, Portugal, Wittener Tage für neue Kammermusik (Alemania) o Sonutopias (Santiago de Compostela), Fundación BBVA o Festival Carmelo Bernaola por ensembles como el Ensemble Intercontemporain, Ensemble SurPlus,  International Ensemble Modern Academy (IEMA), Vertixe Sonora,  Nouvelle Ensemble Moderne, ECCE ensemble, Taller Sonoro, Sond'arte electric ensemble, Ensemble Cepromusic, Ensemble Progress Berlin, Sigma Porject, Feedback y Ensemble d'arts entre otros.

## Discografía
- Milh spilt on a stone (2017)[3]
- Astraglossa (2016)
- Incipit (2015)
- Konturen I (2014)
- 19 Knives (2013)
- Clash! (2013)
- End run (2013)
- Cellolar synthesis (2012)

## Premios
- Primer Premio en la Categoría de Orquesta de Cámara del RCSM Victoria Eugenia de Granada,
- Premio FIDAPA Concorso Internazionale Città di Udine (Italia), Shut up and listen!,Viena[4] (2011)[5]
- Primer Premio en la categoría instrumento solo y electrónica, Wittener Tage für neue Kammermusik Competition (Witten, Alemania),
- Mención honorífica en el Premio de Composición Musical Colegio de España – INAEM 2016
- Segundo premio en el concurso internacional del ACC (Asian Culture Center) de Corea del Sur.